# Microregiunea Zalaegerszeg
Microregiunea Zalaegerszeg (în maghiară Zalaegerszegi kistérség) a fost o microregiune statistică (kistérség) din județul Zala, Ungaria.
Cu o populație de 95.970 locuitori și o suprafață de 788,65 km2, aceasta a existat până în 2014, când în Ungaria, microregiunile ”kistérségek” au fost înlocuite de districte (járások).